# Івановецьке
Івановецьке — селище в Україні, у Барській міській громаді Жмеринського району Вінницької області.

## Історія
Засноване як хутір.
Відповідно до Розпорядження Кабінету Міністрів України від 12 червня 2020 року № 707-р «Про визначення адміністративних центрів та затвердження територій територіальних громад Вінницької області» увійшло до складу Барської міської громади.
19 липня 2020 року, в результаті адміністративно-територіальної реформи та ліквідації Барського району, селище увійшло до складу Жмеринського району.

## Населення

### Мова
Розподіл населення за рідною мовою за даними перепису 2001 року:
| Мова       | Відсоток |
| ---------- | -------- |
| українська | 97,96%   |
| румунська  | 1,02%    |
| російська  | 1,02%    |